# مخاطریه
مخاطریه (به عربی: المخاطرية) یک شهرداری در الجزایر است که در استان عین الدفلی واقع شده‌است.